# Iustin Ștefan Frățiman
Iustin Ștefan Frățiman (n. 1 iunie 1870, Cuhureștii de Jos, județul Soroca, azi Republica Moldova – d. 23 septembrie 1927, Cuhureștii de Jos) a fost un istoric român, membru corespondent al Academiei Române.

## Caracterizări
- Profesorul Vasile Ciubotaru despre Iustin Ștefan Frățiman:

„Cine nu-și aduce aminte de o figură încovoiată înainte de vreme și ascunsă neglijent într-un frac cazon, cu fierăria abundentă a nasturilor și insignelor aurii? Privirea-i alunecă cu îndărătnicie pe lângă interlocutor și caută mereu a vrăjmășie. Ochelarii demodați și bine prinși trădau meteahna cititului de nopți târzii. Râsul năvalnic, dar fără rezonanță, masca fără succes sbuciumul neputincios al unui suflet singuratec, comprimat în interior de rigorile regimului. întreaga-i ținută: vorbă, mers, îmbrăcăminte, arunca societății sfidarea și disprețul unui om care în cutele ascunse ale inimii tăinuia o comoară neprețuită.
Singură aceea era rostul vieții lui.”—Revista Solidaritatea, nr.7-8, 1932, Soroca